# Herbstausstellung des Kunstvereins Hannover

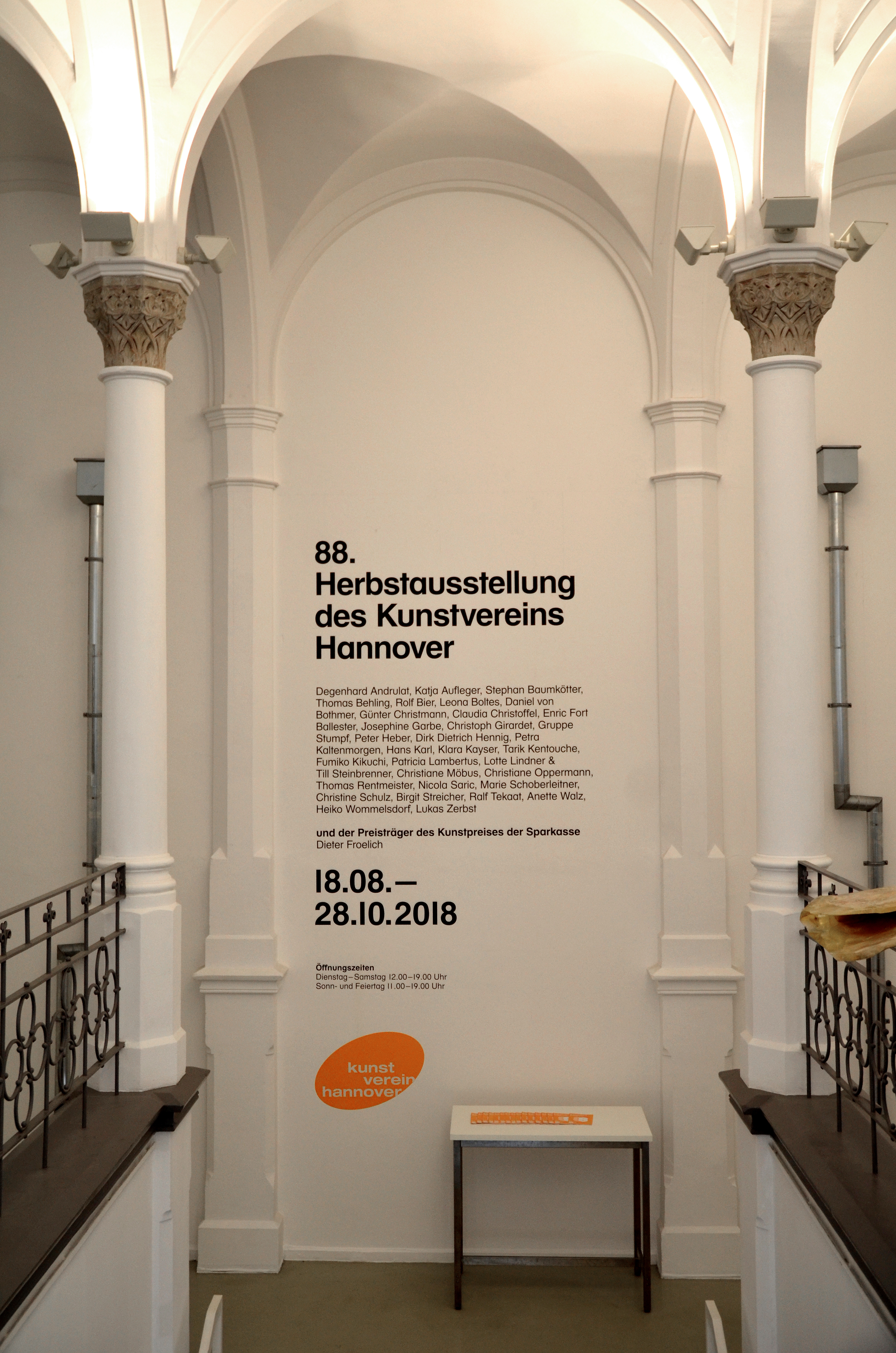
Treppenaufgang im Künstlerhaus in Hannover zur 88. Herbstausstellung Niedersächsischer Künstler

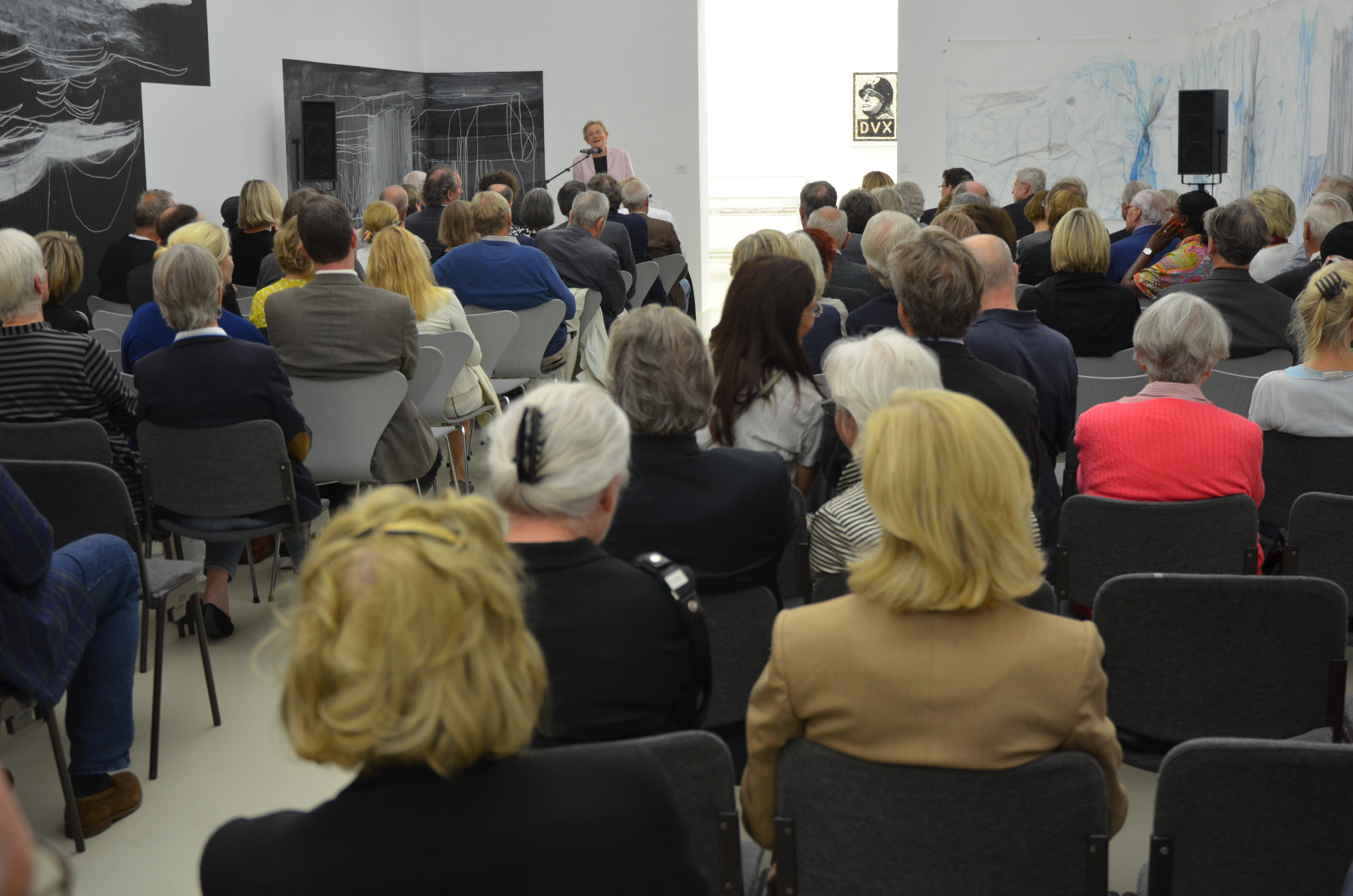
Ellen Lorenz 2018 vor dem Publikum anlässlich der Verleihung des Kunstpreises der Sparkasse Hannover

Die Herbstausstellung (früher: Herbstausstellung Niedersächsischer Künstler, anfangs Herbstausstellung Hannoverscher Künstler) in Hannover ist eine vom Kunstverein Hannover im zweijährlichen Rhythmus organisierte Ausstellung zeitgenössischer Kunst ausgewählter Künstler aus Niedersachsen und Bremen.

## Geschichte
Die Reihe der Kunstausstellungen wurde im Jahr 1907 begonnen, anfänglich unter dem Titel Herbstausstellung Hannoverscher Künstler.

### 86. Herbstausstellung
Im Jahr 2013 organisierte der Kunstverein Hannover die 86. Herbstausstellung, seinerzeit unter dem Titel Vom Hier und Jetzt. Gemeinsam mit den drei Partnerinstitutionen, der Städtischen Galerie KUBUS, der Galerie Vom Zufall und vom Glück sowie der Nord/LB art gallery wurden auf insgesamt rund 1600 m² die Positionen von 48 von einer Jury ausgewählter Künstler gezeigt.
„Neben jungen Neuentdeckungen unter den Absolventen der Akademie“ finden sich Namen wie etwa Birgit Hein, Raimund Kummer, Lienhard von Monkiewitsch, Corinna Schnitt oder Peter Tuma, die allesamt vor allem „durch ihre Lehrtätigkeit großen Einfluss auf die nachfolgenden Generationen und insbesondere die niedersächsische Kunstszene ausgeübt haben.“
Darüber hinaus wurden Arbeiten der drei Gewinner des Preises des Kunstvereins vorgestellt: Arno Auer (* 1977 in München), Toulu Hassani (* 1984 in Ahwaz/Iran) und Ingo Mittelstaedts (* 1978 in Berlin).
Den Kunstpreis der Sparkasse Hannover für „das Gesamtwerk beziehungsweise ein bereits überregional wahrgenommenes, noch in der Entwicklung befindliches Oeuvre von Künstlerinnen und Künstlern aus der Region Hannover“ erhielt 2013 Julia Schmid (* 1969 in Wuppertal), deren vorgestellte Arbeiten in einem Raum im Kunstverein Hannover verteilt sind.
Weitere einjurierte Künstler waren seinerzeit Kirsten Achtermann gen. Brand, Degenhard Andrulat, Clara Bahlsen, Dragutin Banjić, Thomas Behling, Katrin Bertram, Oliver Blomeier, Felipe Cortés Salinas, Christian Dootz, Britta Ebermann, Jana Engel, Shige Fujishiro, Thomas Ganzenmüller, Daniel Grüttner, Berenice Güttler, Caroline Hake, Sonja Heimann, Birte Hennig, Shahin Hesse, Jochen Isensee, Gilta Jansen, Petra Kaltenmorgen, Rosemarie Karl, Delia Keller, Hannswerner Kirschmann, Max Marion Kober, Matthias Langer, Andrea von Lüdinghausen, Nils Mollenhauer, Tomek Mzyk, Simona Pries, Maximilian Rödel, Frank Rosenthal, Per Olaf Schmidt & Tom Schön, Christine Schulz, Sandy Volz, Julia Werhahn & Luisa Puschendorf, Christopher Wierling und Meike Zopf.

### 90. Herbstausstellung
Unter dem neuen Direktor Christoph Platz-Gallus konzipierte die ebenfalls neue Kuratorin Carlota Gómez die 90. Herbstausstellung.
Der Zusatz Niedersächsischer Künstlerinnen und Künstler wird nicht mehr als Namensbestandteil geführt, die Ausrichtung auf Künstler und Künstlerinnen mit Niedersachsen- und Bremen-Bezug blieb aber unverändert. Zur Ausstellungseröffnung am 19. August 2023 wurde ein 279 Seiten umfassendes Handbuch vorgestellt, das nicht nur die ausgestellten Werke beschreibt, sondern auch Material zu den Hintergründen der Arbeiten sowie anlässlich der Jubiläumszahl 90 Texte zur Geschichte der Herbstausstellung und zur Arbeit der Jury enthält.
Einjurierte Künstler waren Degenhard Andrulat, Sofia Baronner, Domingos de Barros Octaviano, Rolf Bier, Constanze Böhm, Jonas Brinker, C.O.C.O. (Carlotta Oppermann und Christiane Oppermann), Edson Colón Aguirre, Manuel Cornelius, Véra Marie Deubner, Anna Eisermann, David Carol Fedders, Anja Gerecke und Stefan Rummel, Christoph Girardet, Collectif Grapain, Gruppe Stumpf, Johanna Henkelmann, Samuel Henne, Gilta Jansen, Kathrin Jobczyk, Hans Karl, Klara Kayser, Gregor Kieseritzky, Hye Hyun Kim, Yoo Kim, Julia Kröpelin, Matthias Langer, Jaq Lisboa, Martina Morger, Sebastian Neubauer, Siegfried Neuenhausen, Nico Pachali, Lucila Pacheco Dehne, Sophie Pape, Inge Marion Petersen, Meike Redeker, Nikola Sarić, Frank Schinski, Julia Schmid, Andreas Karl Schulze, Tuğba Şimşek, Birgit Streicher, Timm Ulrichs, Katja Windau und Hannah Wolf.